# Gyps
Gyps är ett släkte hökfåglar i familjen hökar. Arterna förekommer i de varmare regionerna av Gamla världen. Den största arten, snögam, når en vingbredd på upp till 2,89 meter och en vikt på upp till 12 kg.

## Arter
Efter AviList:
- Bengalgam (Gyps bengalensis)
- Snögam (Gyps himalayensis)
- Vitryggig gam (Gyps africanus)
- Indisk gam (Gyps indicus)

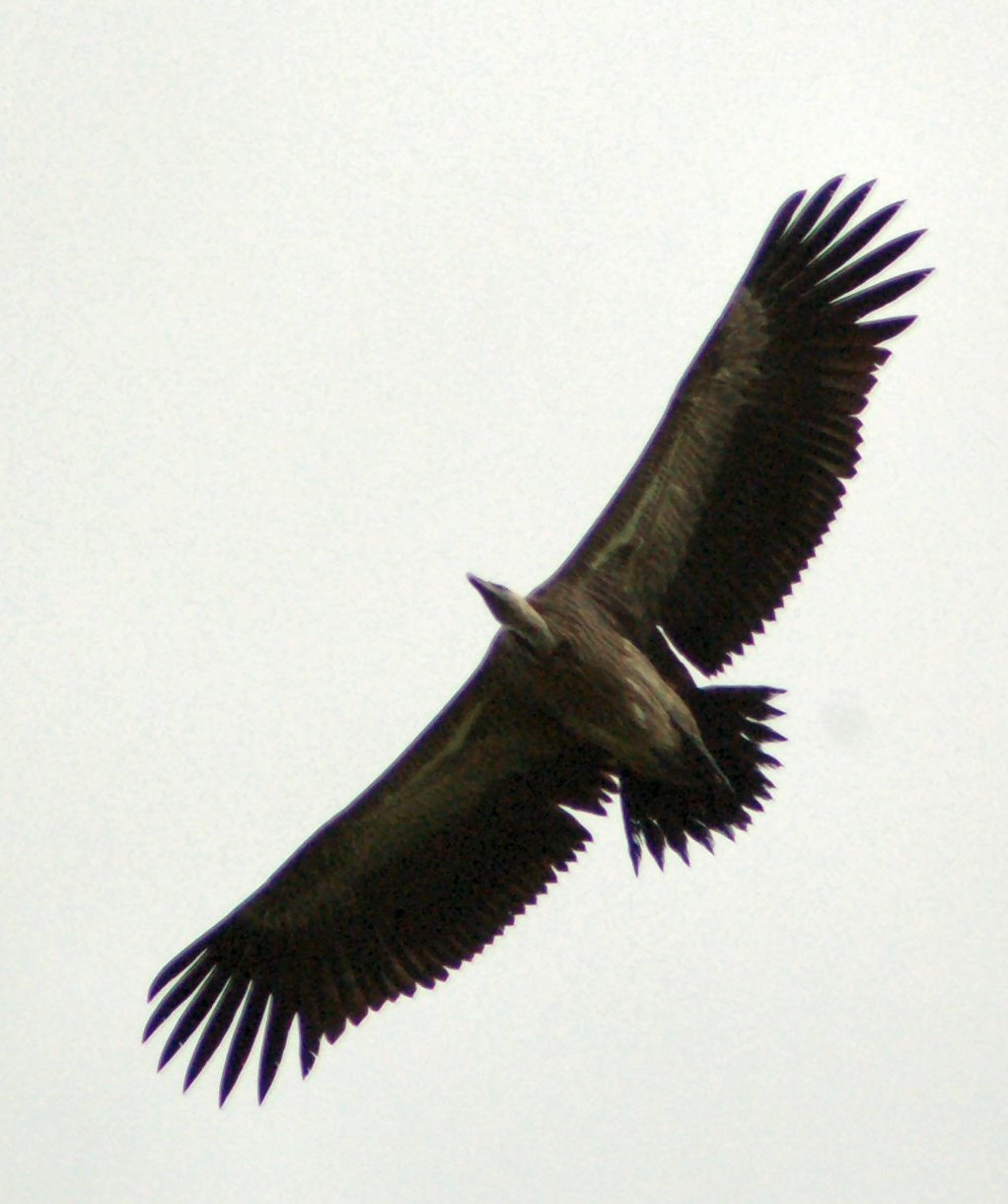
Indisk gam (Gyps indicus) i flykten.

- Smalnäbbad gam (Gyps tenuirostris)
- Kapgam (Gyps coprotheres)
- Gåsgam (Gyps fulvus)
- Fläckgam (Gyps rueppelli)

Tidigare under holocen fanns ytterligare en art, medelhavsgam (Gyps melitensis), som nu är utdöd.